# Bytet
Bytet är en roman från 1995 av Lars Molin.

## Handling
Boken berättar om en man som får hjärtinfarkt och hur organdonationer organiseras internationellt. Handlingen är påverkad av den hjärtinfarkt Molin själv upplevde vid 47 års ålder i slutet av 1980-talet.